# Dano Halsall
Dano Halsall (Suiza, 16 de febrero de 1963) es un nadador suizo retirado especializado en pruebas de estilo libre corta distancia, donde consiguió ser subcampeón mundial en 1986 en los 50 metros estilo libre.

## Carrera deportiva
En el Campeonato Mundial de Natación de 1986 celebrado en Madrid (España), ganó la medalla de plata en los 50 metros estilo libre, con un tiempo de 22.80 segundos, tras el estadounidense Tom Jager (oro con 22.49 segundos) y por delante del también estadounidense Matt Biondi (bronce con 22.86 segundos).